# Алгоритм «Scanline»

Алгоритм Scanline — алгоритм визначення видимої поверхні в 3D графіці, який функціонує в режимі «рядок за рядком». Всі полігони, що мають бути обробленими, спершу сортуються за вищою Y координатою, що належить даному полігону, після чого кожний рядок зображення вираховується за допомогою перетину рядка з полігоном, який є найближчим до камери, а список полігонів оновлюється, видаляючи полігони, що більше не є видимими з кожним переходом з одного рядка до іншого.
Перевага методу в тому, що немає необхідності транслювати координати всіх вершин з основної до робочої пам'яті — лише вершини, що потрапляють в зону видимості. Кожна з вершин зчитується до робочої пам'яті лише раз, що значно підвищує швидкість виконання рендерингу(комп'ютерної візуалізації).
Цей алгоритм можна з легкістю поєднати з затіненням за Фонгом та сортуванням об'єктів за глибиною.